# Козлятина

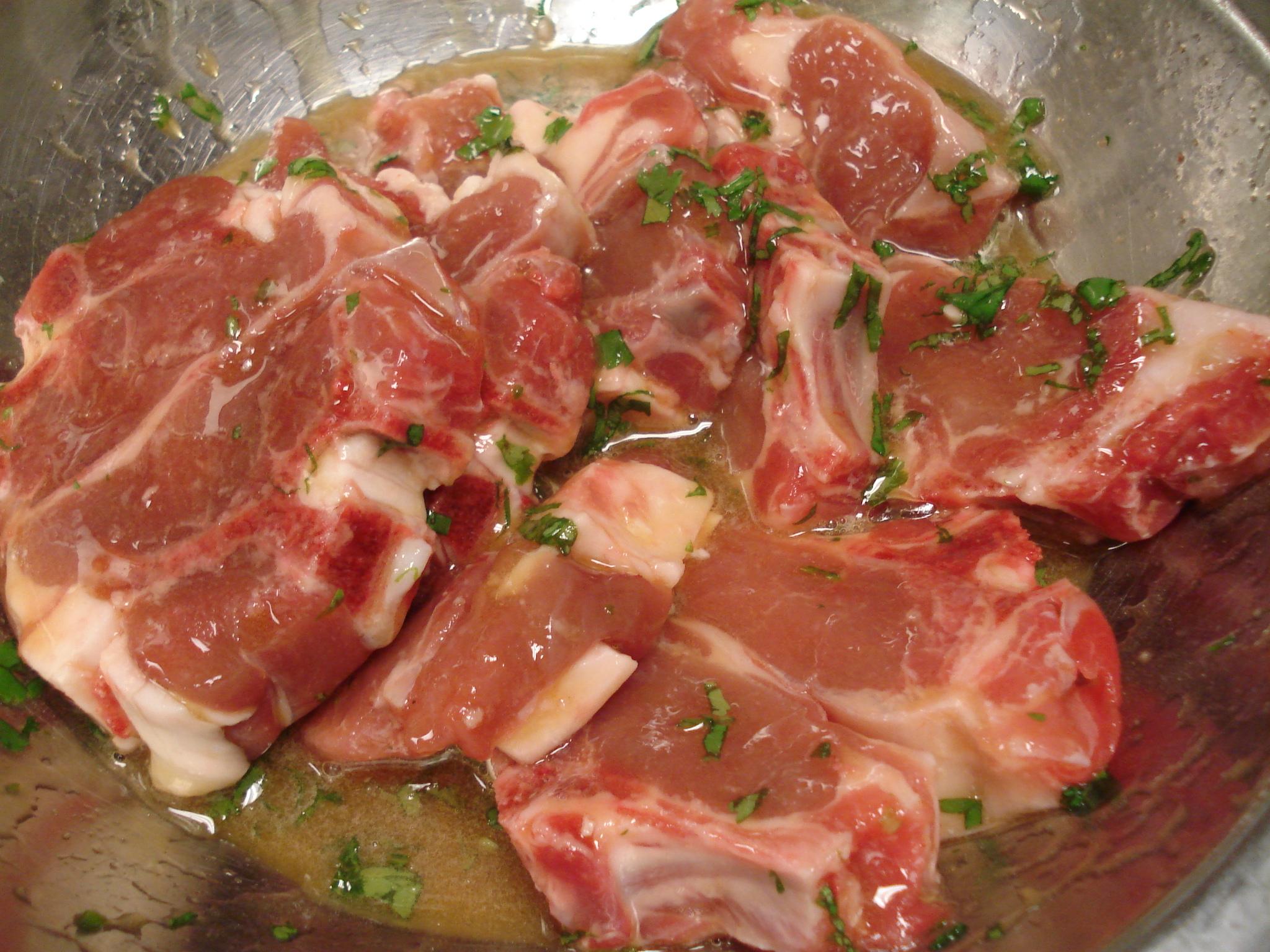
Маринованная отбивная из козлятины

Козля́тина — мясо домашней козы (Capra hircus). Один из самых популярных видов красного мяса в Азии и Африке, в том числе благодаря отсутствию религиозных запретов на употребление мяса коз. В Европе и Северной Америке потребление козлятины невелико. Козье мясо — вкусный диетический низкокалорийный продукт, богатый белком и аминокислотами, подходит для всех видов кулинарной обработки.

## Характеристика
По вкусовым качествам козлятина не уступает баранине. Козлятина имеет умеренно выраженный солоноватый вкус, а не сладковатый, как у говядины. Молодая козлятина светлее других видов мяса, она имеет бледно-розовый цвет. Мясо старых животных кирпично-красное и темнеет на воздухе. Козий жир чисто белого цвета.
| Пищевая ценность разных видов мяса (на 100 г) | Пищевая ценность разных видов мяса (на 100 г) | Пищевая ценность разных видов мяса (на 100 г) | Пищевая ценность разных видов мяса (на 100 г) | Пищевая ценность разных видов мяса (на 100 г) | Пищевая ценность разных видов мяса (на 100 г) |
| --------------------------------------------- | --------------------------------------------- | --------------------------------------------- | --------------------------------------------- | --------------------------------------------- | --------------------------------------------- |
|                                               | Козлятина                                     | Курица                                        | Говядина                                      | Свинина                                       | Баранина                                      |
| Энергетическая ценность, ккал                 | 143                                           | 190                                           | 210                                           | 211                                           | 206                                           |
| Белки, г                                      | 27                                            | 25                                            | 27                                            | 25                                            | 26                                            |
| Жиры, г                                       | 3,1                                           | 7,4                                           | 9,3                                           | 9,6                                           | 9,5                                           |
| Насыщенные жиры, г                            | 0,9                                           | 2,0                                           | 3,5                                           | 3,4                                           | 3,5                                           |
| Холестерин, мг                                | 75                                            | 89                                            | 86                                            | 86                                            | 92                                            |

В пищу употребляют мясо козлят в возрасте 4—6 недель, молодняка, яловых коз и кастрированных козлов. Лучшим считается мясо молодых животных в возрасте от шести до десяти месяцев. Мясо взрослых коз более острое. Тем не менее, руководство XIV века по домоводству «Le Ménagier de Paris» утверждает, что самое лучшее, сладкое и жирное мясо получают от шести-семилетних кастрированных козлов: именно из него получается отличный паштет. Мясо взрослых некастрированных козлов обладает выраженным специфическим запахом, возможный неприятный запах у самок и молодых животных может быть обусловлен неправильной обработкой туши.
По сравнению с другими видами красного мяса козлятина более постная. В ней меньше холестерина и жира, чем в баранине и говядине, она менее калорийна, чем говядина или курица, и содержит много белка. Мясо коз богато ненасыщенными жирными кислотами, минералами, аминокислотами. Козлятина хорошо переваривается и усваивается, она гипоаллергенна и подходит для детского и диетического питания.
Козлятина — источник витаминов группы B, пантотеновой, фолиевой, парааминобензойной кислот и холина. По содержанию витаминов А, B1 и B2 козлятина значительно превосходит мясо других сельскохозяйственных животных.
Употребление козлятины не запрещено никакими религиозными нормами, её могут есть мусульмане, иудеи.

## Использование в кулинарии
Мясо коз традиционно едят в Африке, Азии, Центральной и Южной Америке. В европейских кухнях козлятина используется редко и относится к деликатесам.
Козлятину можно готовить различными способами — тушить, запекать, жарить, готовить на гриле и вертеле. Из козлятины можно готовить супы, бульоны, плов и карри, делать котлеты и фрикадельки, колбасу, консервы. Козлятину можно вялить и засаливать. На Окинаве (Япония) подают блюдо yagisashi, представляющее собой сырую козлятину, нарезанную тонкими ломтиками. В пищу употребляют и козьи субпродукты.
Козлятину считают довольно жёстким мясом. Мягкость мяса сильно зависит от породы, возраста и способа выращивания коз. Мясо рёберной и поясничной частей, в том числе вырезка, подходит для быстрых способов приготовления. Заднюю часть, тонко нарезанную и хорошо отбитую, также можно жарить на гриле. Другие части козьей туши лучше подходят для более продолжительного тушения. В козлятине имеется много соединительной ткани, которая придаёт мясу жёсткость, но при варке и тушении благодаря ей блюдо приобретает насыщенность и аромат. Чтобы козлятина получилась нежной и сочной, её лучше готовить при более низких температурах, чем другие виды мяса.
Вкус козлятины подчёркивают добавлением пряностей. К козьему мясу подходят чабрец, зира, майоран, душица, кориандр. Универсальный гарнир к козьему мясу овощи. Жареную козлятину обычно гарнируют картофелем, к тушёной козлятине подходят бобовые. На Востоке козлятину подают с финиками, курагой, черносливом и сладким вином.

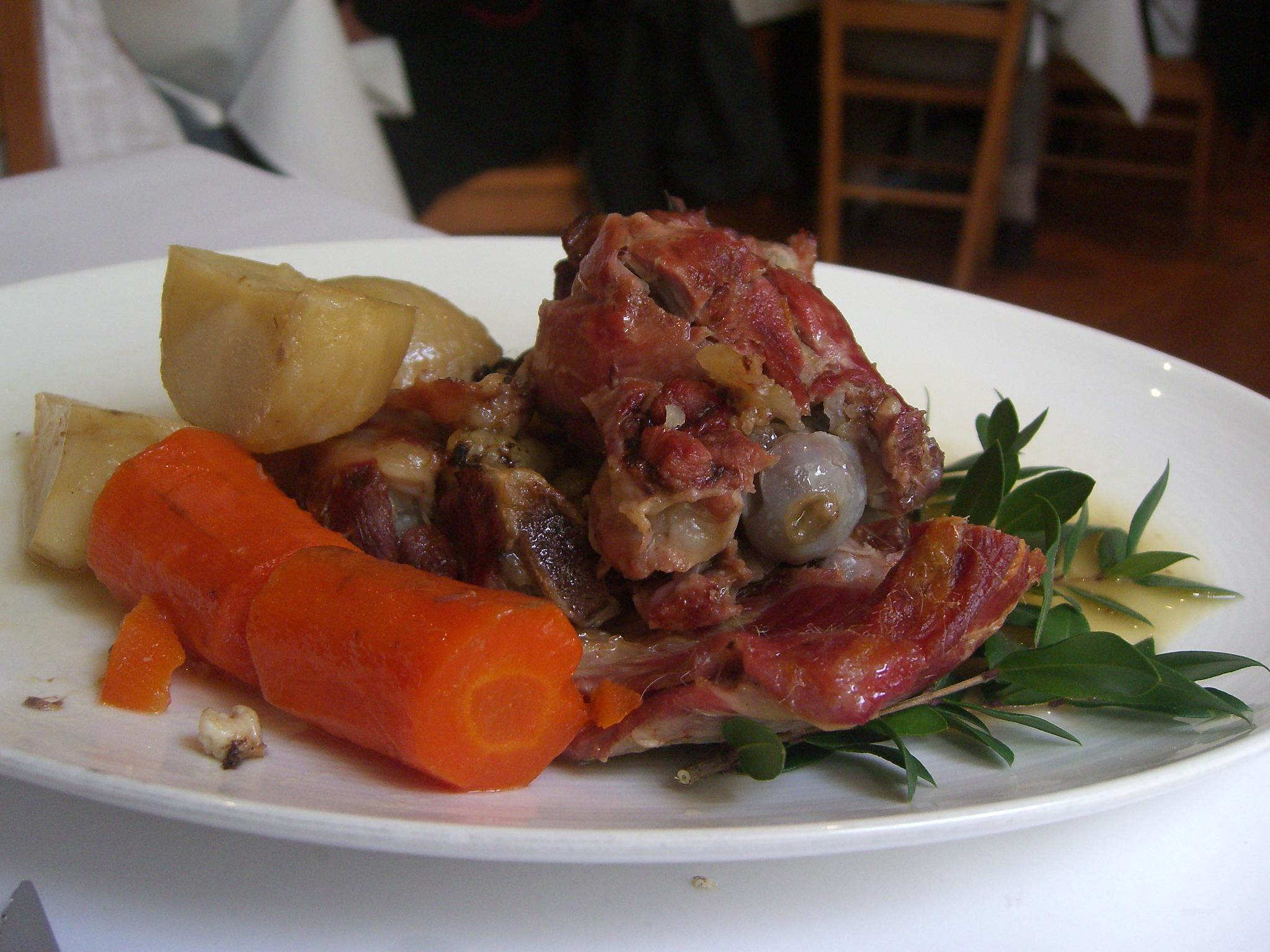
Жареная козлятина
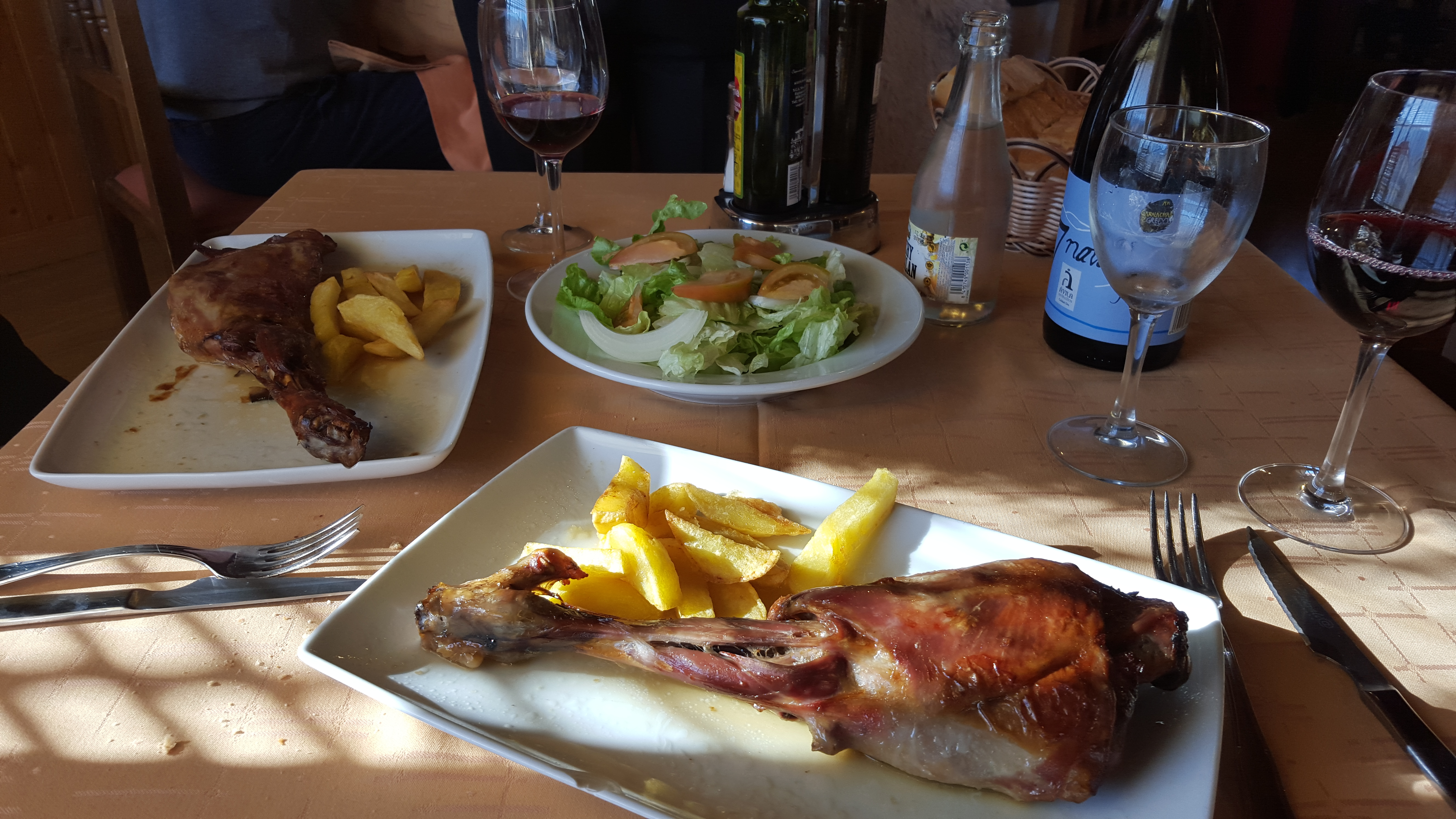
Ножка козлёнка cabrito
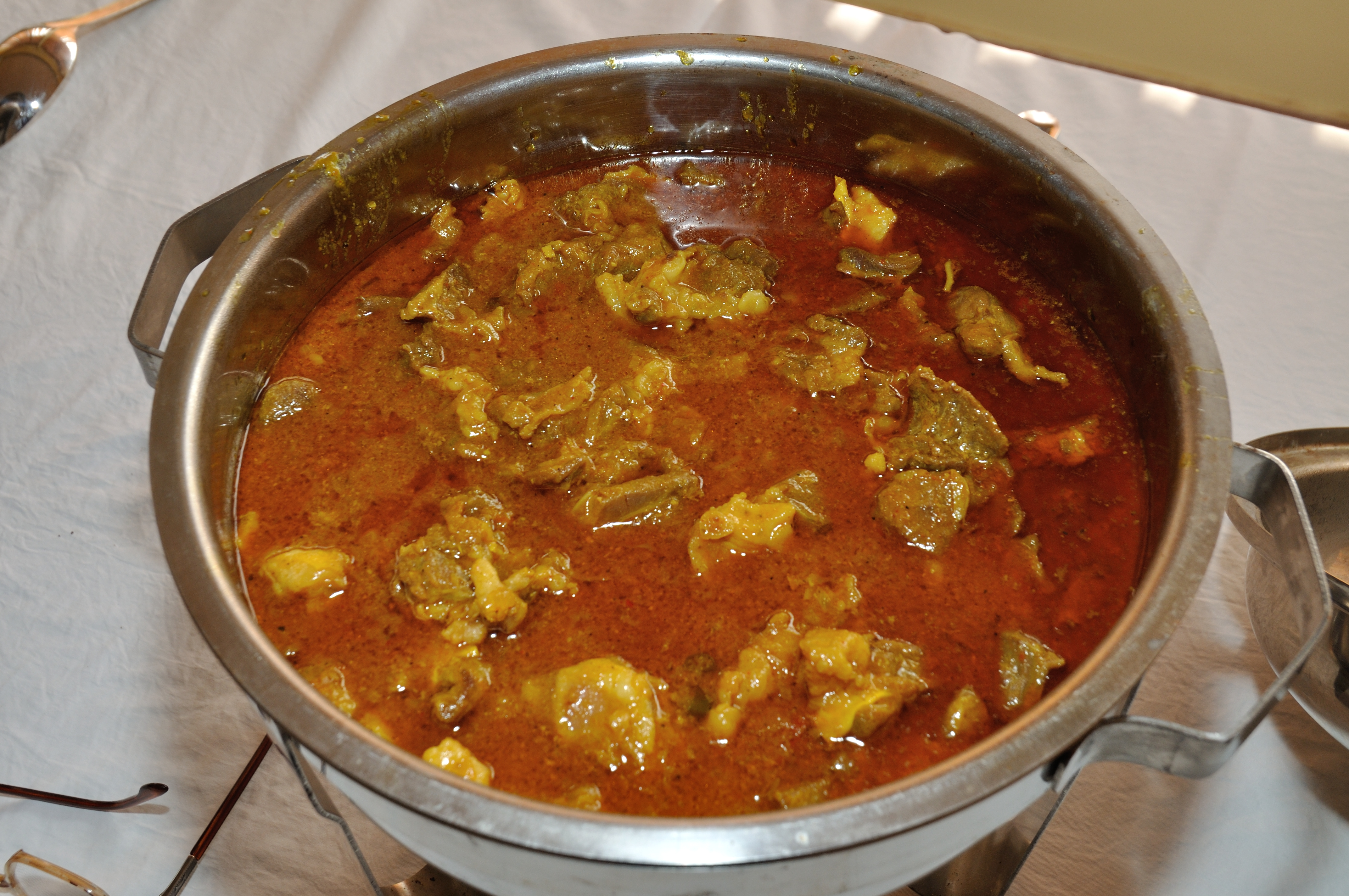
Карри из козлятины
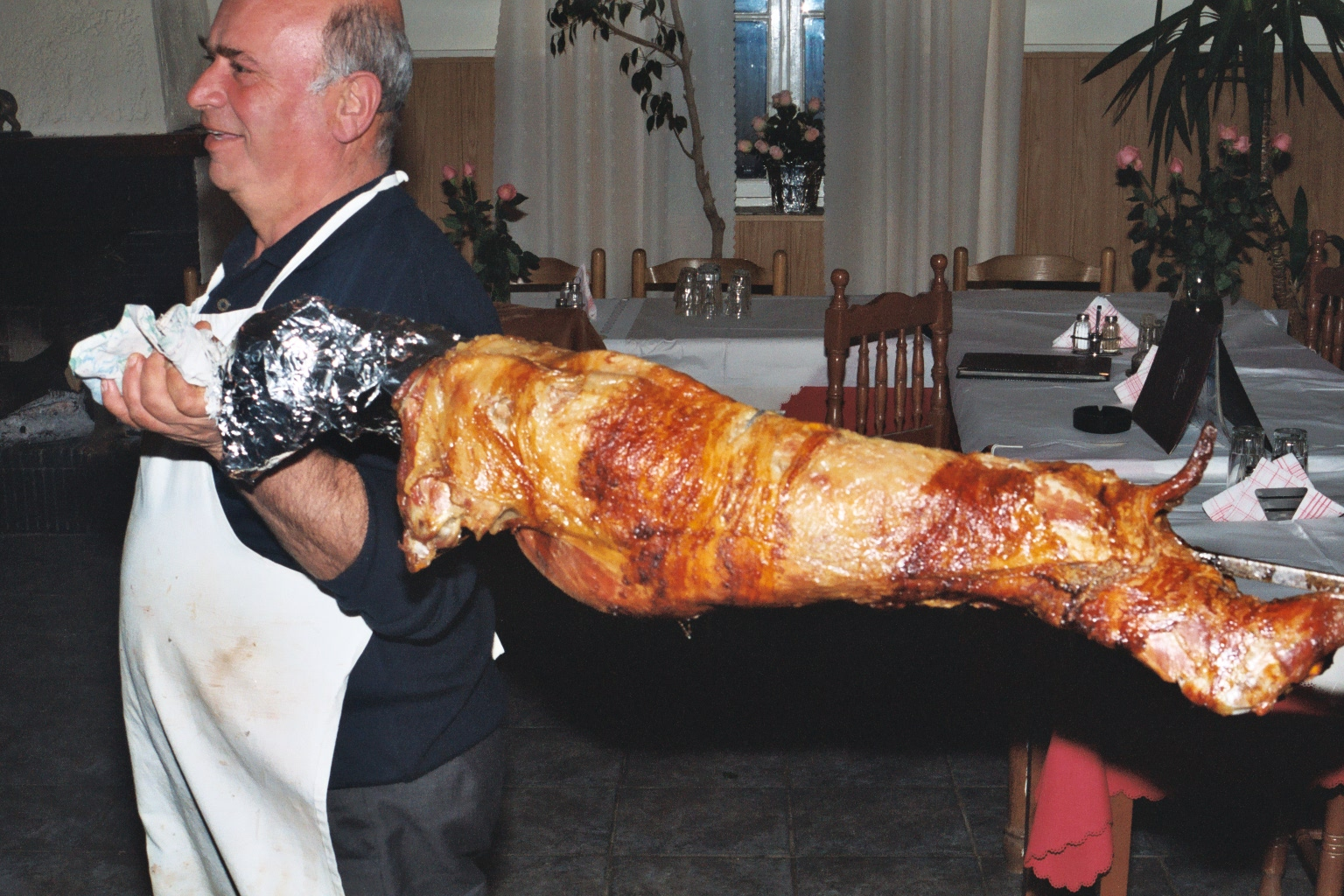
Козлёнок на вертеле

## Производство
По мясной продуктивности козы уступают овцам. Убойный выход козлятины в возрасте 8 месяцев составляет около 43 % (при убойном выходе баранины в том же возрасте 47—49 %), вес парной туши около 18 кг. У взрослых кастрированных козлов убойный выход и вес туши больше. Мясная продуктивность коз сильно зависит от породы. Хотя козы потребляют меньше корма, чем крупный рогатый скот, из-за низкого выхода мяса их промышленное выращивание экономически невыгодно. Разведением коз занимаются в основном небольшие хозяйства, получая, помимо мяса, молоко, шерсть и шкуры.
Мировое поголовье коз, выращиваемых на мясо, составляет свыше 400 млн голов и за 10 лет увеличилось на 29 %. Ежегодное производство козлятины за этот период выросло на 32 % и превысило 5 млн тонн. Доля мяса коз в общем производстве мяса составляет 1,8 %.
90 % мирового производства козлятины приходится на страны Азии и Африки, что во многом связано с тем, что коз можно выращивать в тяжёлых климатических условиях. Крупнейший производитель козлятины — Китай, его доля в мировом производстве в 2015 году составила 40 %. Козлятина потребляется преимущественно в стране происхождения, объём экспорта не превышает 1 % производства. Крупнейшими экспортёрами козлятины являются Австралия (51 %) и Эфиопия (25 %), при общем объёме экспорта несколько больше 60 тысяч тонн.